# 名古屋芸術大学短期大学部
名古屋芸術大学短期大学部（なごやげいじゅつだいがくたんきだいがくぶ、英語: Junior College Nagoya University of ArtsまたはNagoya University of Arts Junior College）は、愛知県北名古屋市熊乃庄古井281に本部を置いていた日本の私立大学である。1963年に設置され、2008年に廃止された。大学の略称は名芸短。

## 概要

### 大学全体
- 愛知県北名古屋市に所在した日本の私立短期大学で、設置主体は学校法人名古屋自由学院[1]。
- 1963年、名古屋自由学院短期大学として開学。当初は保育科のみの単科短大だったが、順次学科の増設により最大で昼間部4学科[注 4]と夜間部1学科体制となる。最終的には2学科体制となる。
- 2006年度の入学生を最後に[注釈 2]、2008年に短期大学としての使命を終える[2]。

### 建学の精神（校訓・理念・学是）
- 名古屋芸術大学短期大学部における建学の精神は「至誠奉仕」となっている。

### 教育および研究
- 保育者の養成は短大設置当初から行われており、系列となっている幼稚園での教育実習もとり行われていた。

### 学風および特色
- 当初は女子のみを対象とした短大だったが、学名変更と同時に男女共学となった。

## 沿革
- 1954年
  - 11月23日 学校法人が成立する[3]。
- 1957年
  - 名古屋自由学院幼稚園教員養成所が創設される。
- 1963年
  - 2月27日 左記を以て文部省[注 5]より短期大学の設置が認可される[注釈 3]。
  - 4月1日 名古屋自由学院短期大学（なごやじゆうがくいんたんきだいがく、英語: Nagoya Jiyu Gakuin Junior College）として以下の学科体制で開学[注釈 3]。
    - 保育科 入学定員50名

  - 5月1日 学生数[5]/定員
    - 保育科 50[注釈 4]/50
- 1966年
  - 4月1日 以下の学科を増設する[6]。
    - 文科
      - 国文専攻 入学定員50名
      - 英文専攻 入学定員50名[7]

  - 5月1日 学生数[8]/定員
    - 保育科 127[注釈 4]/100
    - 文科 56[注釈 4]/100
- 1967年
  - 4月1日 以下の学科を増設する[注 6]。
    - 音楽科 入学定員50名[11]

  - 同 保育科の入学定員を50→100に増員[注 7]。
  - 5月1日 学生数[13]/定員
    - 保育科 285[注釈 4]/150
    - 文科 99[注釈 4]/200
    - 音楽科 87[注釈 4]/50
- 1974年
  - 4月1日 以下の学科を増設する[14]
    - 児童教育科 入学定員50名[注釈 5]。
- 1975年
  - 4月1日 音楽科の入学定員を50[注釈 5]→80[16]に増員し、かつ以下の専攻課程に分離する[17]。
    - 器楽専攻 入学定員55名
    - 声楽専攻 入学定員25名

  - 5月1日 学生数[18]/定員
    - 保育科 389[注釈 4]/200
    - 文科 157[注釈 4]/100
    - 音楽科 225[注釈 4]/130
    - 児童教育科 114[注釈 4]/100
- 1978年
  - 4月1日 児童教育科に第二部を増設し、同学科を以下の体制に整備する[19]。
    - 児童教育科
      - 第一部 入学定員50名
      - 第二部 入学定員50名[20]。

  - 5月1日 学生数[21]/定員
    - 保育科 458[注釈 4]/200
    - 文科 206[注釈 4]/100
    - 音楽科 186[注釈 4]/160
    - 児童教育科 
      - 第一部 207[注釈 4]/100
      - 第二部 30[注釈 4]/50
- 1979年
  - 4月1日 保育科の入学定員を100→150に増員[22]。
  - 5月1日 学生数[23]/定員
    - 保育科 444[注釈 4]/250
    - 文科 162[注釈 4]/100
    - 音楽科 214[注釈 4]/160
    - 児童教育科 
      - 第一部 166[注釈 4]/100
      - 第二部 43[注釈 4]/100
- 1992年
  - 5月1日 学生数[注 8]/定員
    - 保育科 372[注釈 4]/250
    - 文科 264[注釈 4]/160
    - 音楽科 178[注釈 4]/100
    - 児童教育科 
      - 第一部 124[注釈 4]/100
      - 第二部 80[注釈 4]/150
- 1998年
  - 4月1日 以下の学科についてはこの年度で学生募集を最終とする[注 9]。
    - 児童教育科
      - 第一部
      - 第二部

  - 5月1日 学生数[27]/定員
    - 保育科 392[注釈 4]/250
    - 文科 105[注釈 4]/100
    - 音楽科 130[注釈 4]/160
    - 児童教育科 
      - 第一部 110[注釈 4]/100
      - 第二部 56[注釈 4]/150
- 1999年
  - 4月1日 以下の学科についてはこの年度で学生募集を最終とする[注 10]。
    - 文科英文専攻
    - 音楽科[注釈 6]
      - 器楽専攻
      - 声楽専攻

  - 5月1日 学生数[29]/定員
    - 保育科 385[注釈 4]/250
    - 文科 75[注釈 4]/100
    - 音楽科 130[注釈 4]/160
    - 児童教育科 
      - 第一部 64[注釈 4]/100
      - 第二部 27[注釈 4]/100
- 2000年
  - 4月1日 文科以外の全学科を男女共学とする。
- 2001年
  - 3月31日 音楽科に設置されていた以下の専攻課程については、左記をもって正式に廃止とする[30]。
    - 器楽専攻
    - 声楽専攻

  - 4月1日 名古屋芸術大学短期大学部に改称し、音楽科の入学定員を80→50に減員[30]。
  - 5月29日 以下の学科については左記をもって正式に廃止とする[31]。
    - 児童教育科
      - 第一部
      - 第二部
- 2002年
  - 5月29日 左記をもって文科を正式に廃止とする[32]。
- 2006年
  - 4月1日 この年度で学生募集を終了とする[注釈 2]。
- 2008年
  - 7月31日左記をもって文部科学省より正式に廃止の認可が下りる[2]。

## 基礎データ

### 所在地
- 愛知県北名古屋市熊乃庄古井281[注釈 1]

### 象徴
- 名古屋芸術大学短期大学部のカレッジマークについては右記資料[33]。
- 名古屋自由学院短期大学のそれについては右記資料より[34]。

## 教育および研究

### 組織

#### 学科
- 保育科 入学定員150名[注釈 7]
- 音楽科 入学定員50名[注釈 7]
  - 器楽専攻 入学定員55名[注釈 8]
  - 声楽専攻 入学定員25名[注釈 8]
- 文科
  - 国文専攻 入学定員50名[注 11]
  - 英文専攻 入学定員50名[注釈 8]
- 児童教育科
  - 第一部 入学定員50名[注釈 8]
  - 第二部 入学定員50名[注釈 9]

#### 専攻科
- なし

#### 別科
- なし

#### 取得資格について
資格
- 保育士：保育科[33]
- 司書教諭[37]
  - 文科
    - 国文専攻
    - 英文専攻

  - 児童教育科

教職課程
- 幼稚園教諭二種免許状
  - 保育科[33]
  - 児童教育科（I部・II部[40]）
- 小学校教諭二種免許状：児童教育科（I部・II部[40]）
- 中学校教諭二種免許状
  - 国語：文科国文専攻[37]
  - 英語：文科英文専攻[37]
  - 音楽：音楽科[33]（器楽専攻[37]・音楽専攻[37]）

### 研究
- 『名古屋自由学院短期大学研究紀要』[41]
- 『名古屋芸術大学短期大学部研究紀要』[42]

## 学生生活

### 部活動・クラブ活動・サークル活動

#### 活動していたクラブ活動
体育系
- リズム体操
- バスケットボール
- フットサル
- ウィンドサーフィン
- バレーボール
- テニス
- スキー
- バドミントンほか

文化系
- ボランティア
- 手話
- 和太鼓
- クッキング
- 児童研究ほか

### 学園祭
- 名古屋芸術大学短期大学部の学園祭は「名芸祭」と呼ばれていた。名古屋自由学院短期大学の時分は「学院祭」と称されていた。

### スポーツ
- バドミントン部がとりわけ盛んであり、愛知県私立短期大学体育大会で男子部が優勝、シングルスで3位、女子ダブルス3位の成績を修めている。

## 大学関係者と組織

### 大学関係者一覧

#### 出身者
- 松本美夕妃 - タレント[注 12]。

## 施設

### キャンパス
- A館・B館・C館・D館・E館・F館が建てられた。

### 学生食堂
- F館の1階に置かれていた。

### 寮
- 名古屋芸術大学短期大学部（旧・名古屋自由学院短期大学）には「師勝寮」と呼ばれる学生寮がキャンパス近隣にあった。

## 対外関係

### 系列校
- 名古屋芸術大学
- 名古屋保育・福祉専門学校

## 卒業後の進路について

### 編入学・進学実績

#### 保育科
- 名古屋市立大学・日本福祉大学ほか。

#### 文科
- 国文専攻：岐阜女子大学・愛知学院大学・椙山女学園大学・京都橘女子大学・近畿大学ほか
- 英文専攻：愛知文教大学・金城学院大学・中京大学・常磐会学園大学ほか

#### 音楽科（器楽専攻・声楽専攻含む）
- 武蔵野音楽大学ほか

#### 児童教育科（I部・II部含む）
- 横浜国立大学・愛知教育大学・佛教大学ほか

## 附属学校
- かつて、名古屋自由学院短期大学付属第二幼稚園を擁していた。